# Station Yodoyabashi
Station Yodoyabashi (淀屋橋駅, Yodoyabashi-eki) is een spoorweg- en metrostation in de wijk Chūō-ku in de Japanse stad Osaka. Het wordt aangedaan door de Midosuji-lijn (metro) en de Keihan-lijn (trein). Het is het beginpunt van de laatstgenoemde. 

Beide lijnen hebben hun eigen perrons, daar deze haaks op elkaar staan.

## Lijnen

### Metro van Osaka(stationsnummer M17)
| 1 | ■ Midosuji-lijn | richting Namba, Tennōji en Nakamozu |
| 2 | ■ Midosuji-lijn | richting Umeda, Shin-Osaka en Esaka |

### Keihan
| 1-4 | ■ Keihan-lijn | richting Hirakatashi, Chūshojima, Sanjō en Demachiyanagi |

## Geschiedenis
Het eerste station werd geopend in 1933 en maakt deel uit van de eerste stations van de Midosuji-lijn. In 1963 kreeg de Keihan-lijn een station bij Yodoyabashi.

## Overig openbaar vervoer
Bussen 62, 88 en 103

## Stationsomgeving
Het station ligt in het bestuurlijke hart van Osaka, waardoor men er veel kantoren gemeentelijke instellingen aantreft, maar relatief weinig winkels. Het gebied rondom het station wordt gekenmerkt door zowel vooroorlogse als moderne gebouwen.

### Zuidzijde
- AM/PM
- FamilyMart
- Mizuno (sportwinkel)
- Sumitomo-mura met daarin kantoren, banken en winkels van de Sumitomo-groep
- Nippon Life (verzekeringskantoor)
- Hoofdkantoor van Osaka Gas
- Kantoor van Tokyo Tatemono
- Senshu Ikeda Bank
- Juso Shinkin Bank
- Tekijuku-school
- Ruïne van het Yodoya-huis
- Naniwa-kerk
- Hannan Universiteit

### Noordzijde
- Nakanoshima-eiland
- Station Oebashi
- Stadhuis van Osaka
- Bibliotheek van Nakanoshima
- Kantoor van de Bank van Japan
- Centrale Assemblégebouw van Osaka
- Oriëntaal Museum voor Keramiek van Osaka
- Nakanoshima-park